# Władysław Czartoryski
Władisław Czartoryski, principe Czartoryski (Varsavia, 3 luglio 1828 – Boulogne-Billancourt, 23 giugno 1894), è stato un nobile, diplomatico e filantropo polacco.

## Biografia

### Infanzia

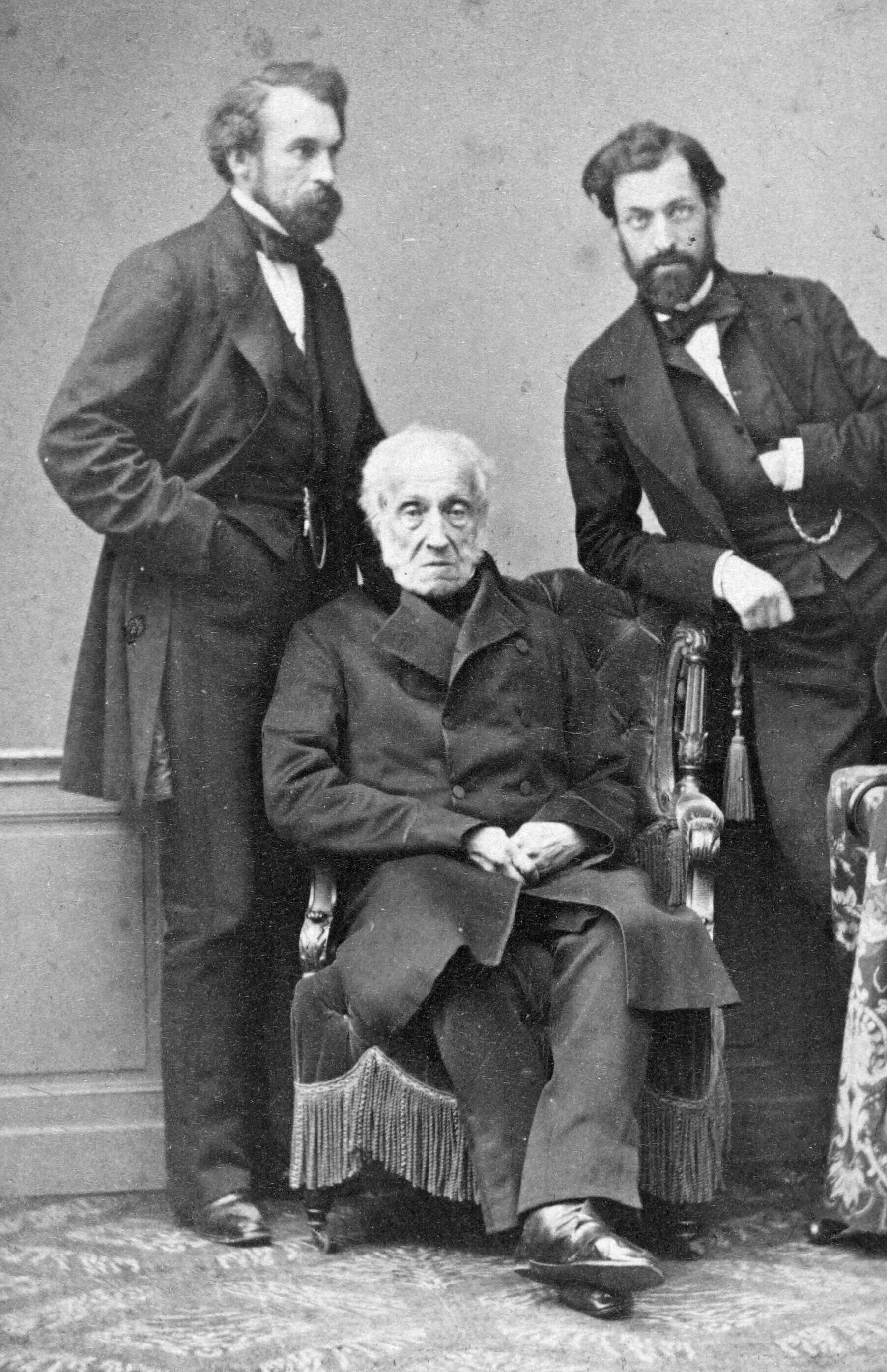
Adam Jerzy Czartoryski con i figli

Era figlio del principe Adam Jerzy Czartoryski, e di sua moglie, la Principessa Anna Zofia Sapieha: entrambi i genitori appartenevano alla szlachta, l'alta aristocrazia polacca.

### Educazione
Czartoryski fino alla maggiore età venne affidato alle cure di un padre carmelitano, ma raggiunta la maggiore età, studiò con il suo omonimo conte Władisław de Plater, cugino dell'eroina polacca Emilia Plater, all'Università di Cracovia (Università Jagellonica).

### Primo matrimonio

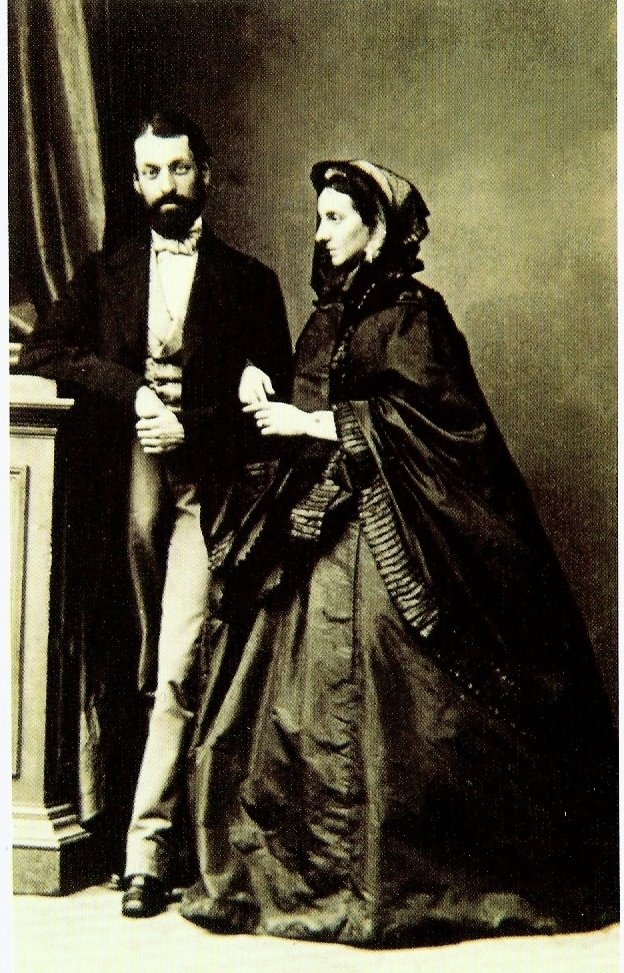
Władysław e la principessa María Amparo Muñoz

Sposò, 1 marzo 1855 a Malmaison, vicino a Parigi, la principessa María Amparo Muñoz (17 novembre 1834-19 agosto 1864), figlia della Regina di Spagna Maria Cristina di Due Sicilie (vedova di Ferdinando VII e madre dell'allora Regina Isabella II) e del suo marito morganatico duca Augustín Fernández Muñoz de Riansares. Ebbero un figlio, August, che si fece religioso salesiano e dal 2004 è Beato.

### Soggiorno in Francia

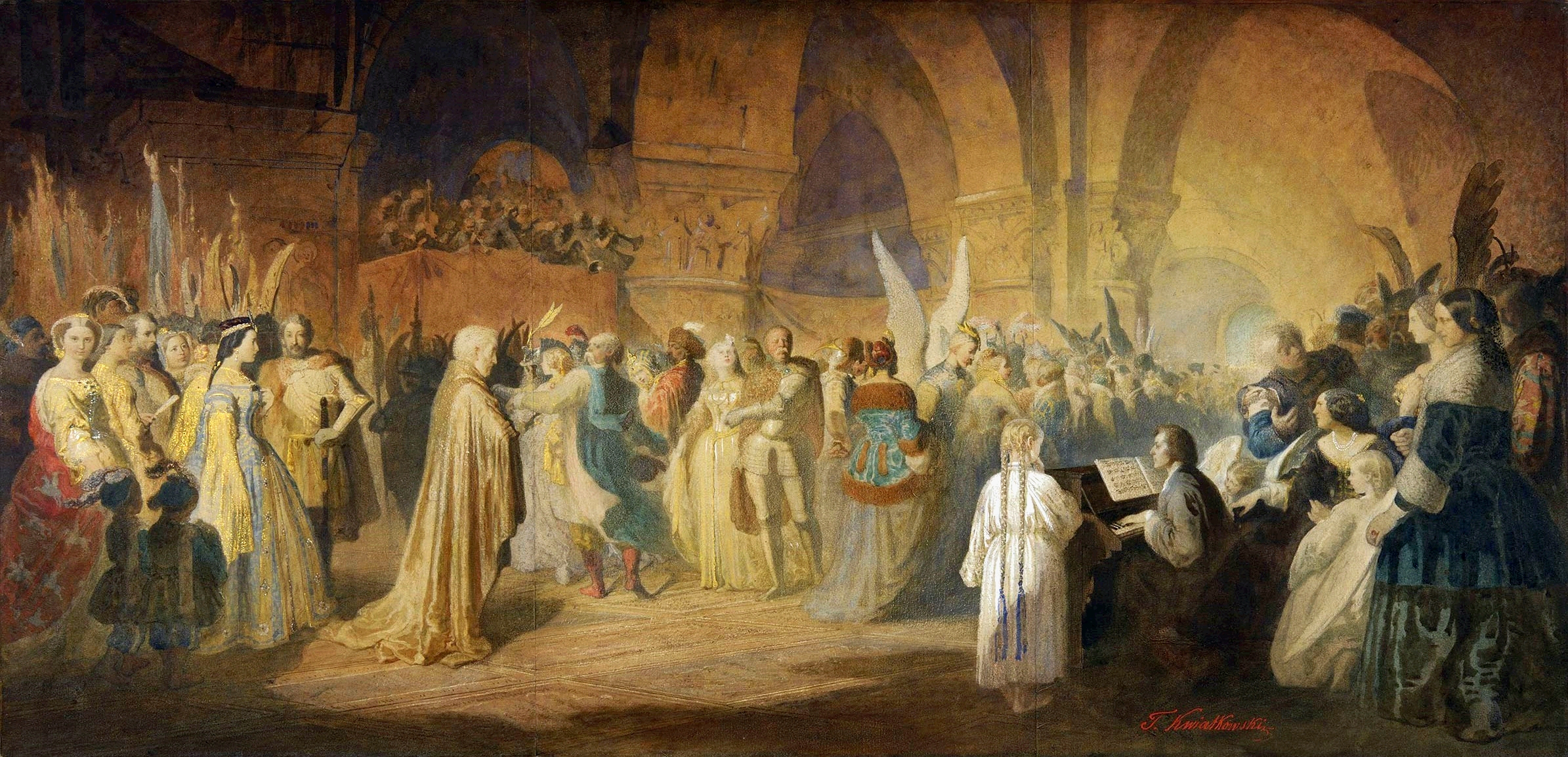
Polacca di "Chopin - un ballo all'Hôtel Lambert a Parigi", affresco e guazzo, 1849-1860, dipinto da Teofil Kwiatkowski, National Museum in Poznań

Trasferitosi con la famiglia in Francia dopo la fallita Rivoluzione polacca del 1831, prese alloggio all'Hôtel Lambert, un edificio parigino acquistato dal padre, che era un punto di incontro e abitazione di importanti esiliati polacchi appartenenti alla fazione liberal-monarchica.
Lo stesso Czartoryski fece parte del salotto di discussione dell'Hotel Lambert e fu uno dei promontori della sua biblioteca di lingua polacca. Inoltre il principe fondò nel 1871 a Rapperswil, in Svizzera, il Museo Nazionale Polacco e a Cracovia il Museo Czartoryski, finanziando queste istituzioni; propugnò inoltre l'entrata indiscriminata di professori ebrei all'Università Jagellonica di Cracovia, il cui accesso, prima di allora, era proibito.

### Importanza sociale

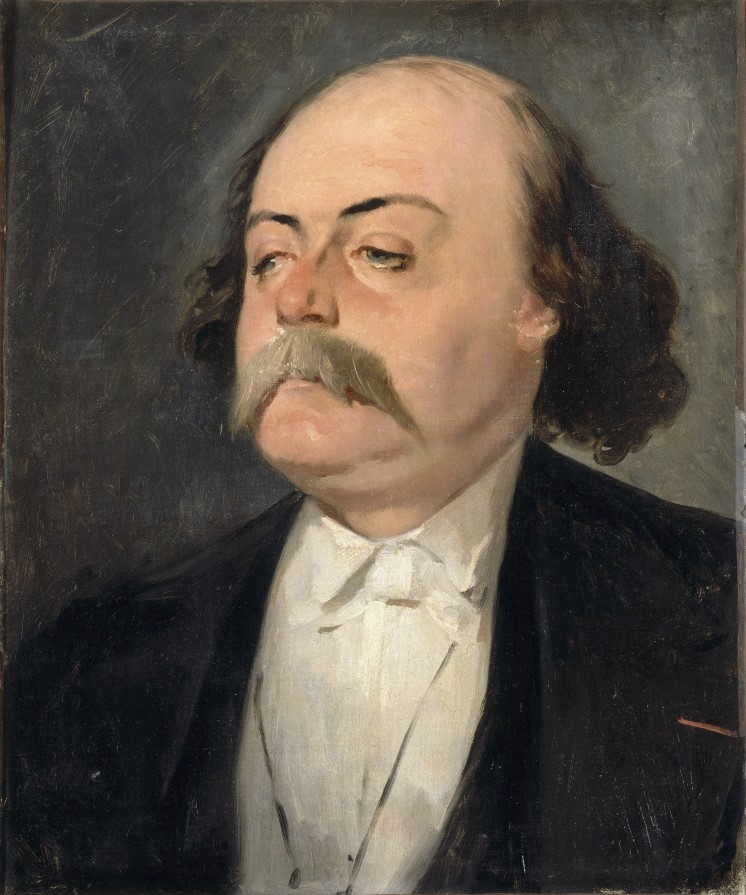
Gustave Flaubert in un ritratto di Eugène Giraud

Czartoryski fu mecenate di grandi artisti, specialmente pittori, le cui opere furono esposte al Museo Czartoryski; inoltre aiutò la pubblicazione dei libri di Gustave Flaubert, che era anche suo amico. Czartoryski fu anche in missione diplomatica per il governo polacco in esilio in Inghilterra, in Svezia, in Egitto e in Turchia.

### Secondo matrimonio

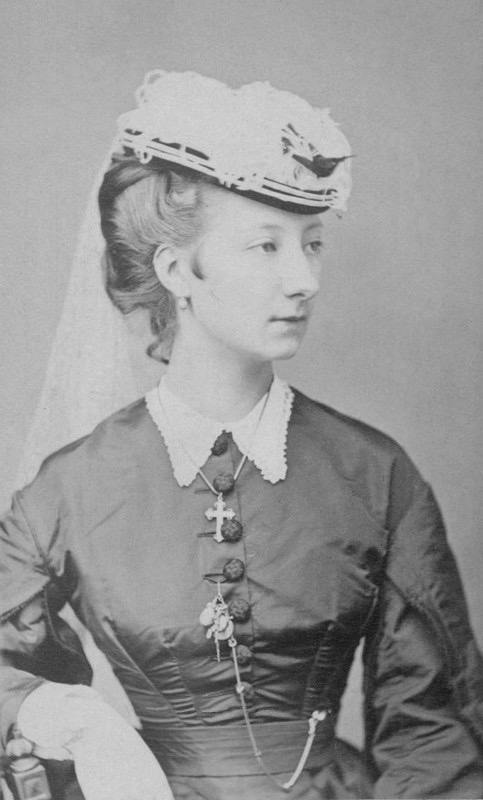
La principessa Margherita Adelaide d'Orléans Czartoryska in una fotografia degli anni '70 dell'Ottocento

Sposò, 15 gennaio 1872 a Chantilly, Margherita Adelaide d'Orleans (16 febbraio 1846-24 ottobre 1893), figlia di Luigi d'Orléans, duca di Nemours. Ebbero due figli.

### Morte

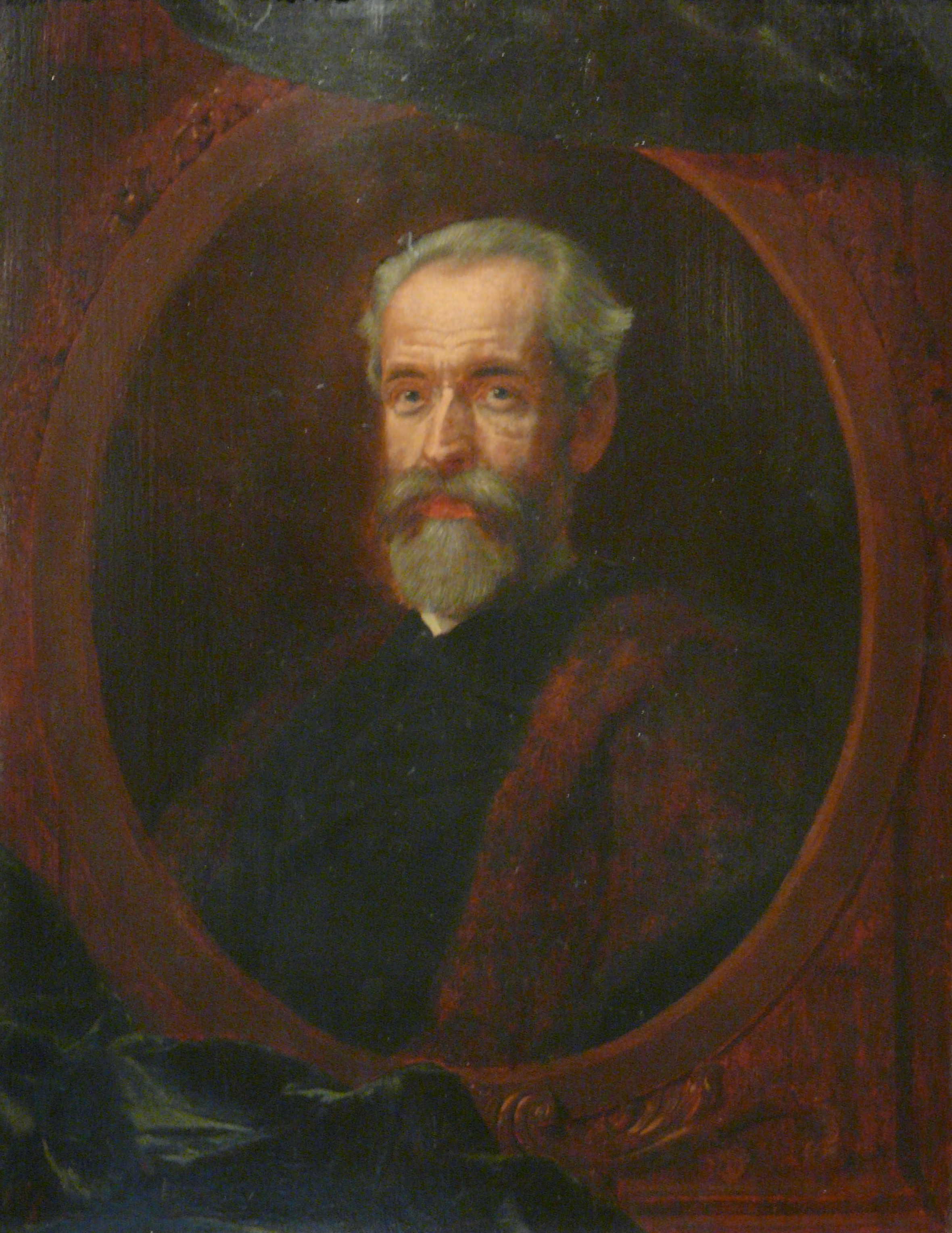
Il Principe ritratto in tarda età

Il Principe morì il 23 giugno 1894 a Boulogne-Billancourt.

## Discendenza

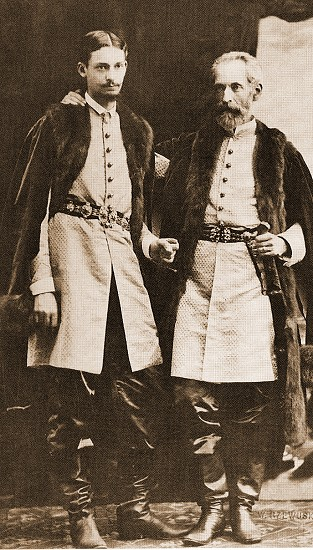
Augusto Francisco Czartoryski y Muñoz fotografato negli anni 1880 con il padre Władysław Czartoryski

Il Principe e la sua prima moglie, María Amparo Muñoz, ebbero un figlio:
- August (2 agosto 1858 - 8 aprile 1893)

Dal suo secondo matrimonio con Margherita Adelaide d'Orleans nacquero due figli: 
- Adam Ludwik Czartoryski (5 novembre 1872 - 29 giugno 1937)
- Witold Kazimierz Czartoryski (10 marzo 1876 - 29 ottobre 1911)